# 魔人探偵脳噛ネウロ
『魔人探偵脳噛ネウロ』（まじんたんてい のうがみネウロ）は、松井優征による日本の漫画。

## 概要
『赤マルジャンプ』（集英社）2004 SUMMERと『週刊少年ジャンプ』（集英社）2004年41号に掲載された2つの同タイトルの読切版をもとに、『週刊少年ジャンプ』2005年12号から2009年21号まで連載された。本作の第23巻（最終巻）には『特別読切 離婚調停』が収録されている。
物語は、『謎』を食糧とする魔人・脳噛ネウロが、「謎」を求めて地上を訪れるところからスタートする。人間界で目立たず生活する為に桂木弥子を探偵役に仕立て上げ、影でその事件の「謎」を「喰べる」ことを目的とする。主役のネウロと弥子は共通して食に対するこだわりを持ち、本作には「グルメ」「食事」といったテーマが根底に流れている。
松井自身が本作のジャンルは「推理物の皮を被った単純娯楽漫画」であると1巻のコメントに書いており、事件解決における推理は従来の探偵物のような体裁だが、その実はほとんど読者にヒントを与えず、魔人であるネウロは「魔界777ツ能力（どうぐ）」という特殊能力で捜査を行えるため、かなり強引に推理が進められる。推理には重きを置かず、代わりに突出したガジェットや荒唐無稽なトリック、犯人の異常な心理と奇怪なリアクションを大きな特徴とする。
単行本の最終巻では、別路線の可能性が説明されている。連載開始前段階では、探偵ものの他に、ラブコメでいく路線もあったといい、また別の魔人が登場するような案もあったが、実現はせず上記の作風として成立した。また、読切版を経ての連載化であったが、連載を強く意識して作った読切短編であったことが後に語られている。
非常に奇妙で滑稽な独特の作風となっている。また、犯人をはじめ様々なキャラクターおよび小ネタを通して、現代の世やフィクション作品への批判を兼ねて風刺したり、実際に起きた事件および話題になった出来事を狂気的なパロディに作り変えたりするブラック・コメディもひとつの大きな特徴である。全てのサブタイトルは漢字や数字などの一文字と、その後ろにカッコつきで書かれた読み仮名（および作者オリジナルの独自の読み仮名）とのセットになっている。
2006年11月6日にオリジナルストーリーでのドラマCDが発売され、2007年4月25日には第2弾も発売された。また、小説版として2007年7月20日にジャンプ ジェイ ブックスよりミステリー作家・東山彰良によるサイドストーリーが発売された。
2013年1月時点で単行本の累計発行部数は450万部を突破している。2007年度小学館漫画賞最終候補（受賞作は『ダイヤのA』）。最終回で、連載初の読者アンケート1位を取った。
2013年には文庫版が製作された。全巻、カバーイラスト（鉛筆画）描き下ろし。特設サイトでは原画を公開している。初回出荷限定でオリジナルポストカードが付属。内容はラフ画、FL返信用イラスト、プライベートでの年賀状イラストなど。読切版2作が収録されたが、単行本23巻収録の「離婚調停」は未収録。12巻には「魔界資料館 文庫版特別編」、作者による文庫版用のあとがきを収録。単行本にあったおまけの大半が削除されている

## あらすじ
謎を食糧とする突然変異種の魔人脳噛ネウロ。魔界の「謎」全てを喰らい尽くしてしまったネウロは、自らの脳髄の空腹を満たせる「究極の謎」を求め、人間界へと赴く。
人間界へと降り立ったネウロが最初に見つけた謎は、女子高生桂木弥子の父親・桂木誠一が殺された事件。警察の捜査が難航する中、ネウロは弥子に接触し自らの協力者（奴隷人形）として探偵を演じることを強要する。魔人の力をもって脅迫され、弥子は嫌々ながらもそれを引き受ける。前菜として近場の喫茶店で起きた事件を『魔界777ツ能力（どうぐ）』を駆使して解決し、そして桂木家の謎もあっさりと解いてしまう。
こうして真相を知り日常を取り戻した弥子だが、その後もネウロの隠れ蓑として女子高校生探偵の名を掲げさせられ「謎」を探す羽目になる。ネウロと共に行動していき、多くの事件に触れていくうちに次第に「謎」に満ちた奇妙な日常に慣れ、そして「ひとりきり」の歌姫アヤ・エイジアや、世界中を震撼させる凶悪犯罪者怪盗“X”など数多くの犯罪者と接していく中で、弥子の中に犯人の心理の奥底にある想いを理解しようとする感覚が芽生えていく。

## 登場人物
脳噛ネウロ（のうがみ ねうろ）
主人公。魔界から地上にやって来た、「謎」を食べる魔人。人間の進化に着目する。餌場たる人間を守るために、シックスと敵対する。
桂木弥子（かつらぎ やこ）
語り手・人間側の主人公。探偵をしていくうちに、人間の可能性に興味を持つようになる。
吾代忍（ごだい しのぶ）
探偵事務所の仲間。強面でケンカに強く、面倒見がいい。
笹塚衛士（ささづか えいし）
警視庁の刑事。低いテンションと高い実力。未解決事件で家族を失っており、犯人と目される怪盗Xを追っている。
怪盗X（サイ）
神出鬼没の怪盗。変幻自在な肉体を持っており、他人に成り代わって潜伏している。ネウロを標的視し、殺して中身を見たいと思っている。
電人HAL（ハル）
天才科学者春川英輔が、電脳世界に作り出したもう一人の彼。大衆を武装洗脳し、日本中を大混乱に陥れる。
「シックス」
悪意を進化させた新人類「新しい血族」の長。種を確固たるものとすべく、既存人類の絶滅を図る。人間への見解の差から、ネウロと敵対する。

## 用語
謎（なぞ）
本作のキーワードで、ネウロが食料とするエネルギー体。人間の心に芽生え、事件を引き起こす「悪意」が自らを守る為に張り巡らせる防壁のようなものであり、ネウロが謎を解いて防壁を破ることにより、「悪意」のエネルギーを抽出（捕食）することができる。具体的な事件を起こしていない「悪意」そのものに対処する術は存在せず、たとえ悪意を察知して事件を未然に防いだとしても悪意は残り続け、必ず異なる形で事件を引き起こすという。
進化
作中の至るところで言及されるキーワード。
生物種の進化から、個体の心身の成長に至るまで、あらゆる文脈で用いられる。
魔界777ツ能力（まかいななひゃくななじゅうななつどうぐ）
犯行現場の捜査や犯人への制裁、時には単なる娯楽の目的でネウロが用いる数々の奇妙な道具。魔界のアイテムや生物を呼び出して使役する。
上位版の魔帝7ツ兵器（まていななつどうぐ）もある。
ドーピングコンソメスープ
至郎田正影が考案した「至高にして究極の料理」。その正体は、数え切れない高級食材と多種多様な違法薬物の計70種の食材を精密なバランスで配合し、7日7晩煮込んだスープを血管に注射するというもの。身体が異形の筋肉と化す。その成分は血液や尿などからは決して検出されず、尚且つ配合した全ての薬物の効果も数倍となり、血管から注入する事で更に数倍になるという。
単行本で押収されたレシピが紹介されているが、あまりのやばさに伏字ばかりとなっているというギャグ扱いであった。アニメスピンオフにて、ネタ派生しておりバリエーションが幾つか存在する。
バリ8Tシャツ
作中では篠原紀夫が着ていたTシャツ。絵柄はバリ3ならぬ「バリ8」で、文字通りアンテナが8本立っているもの。作者の商品化希望案の第一候補で、当初は没となったが後に採用され、2006年開催のジャンプフェスタで販売された。
赤い箱
怪盗Xが盗みの現場に必ず置く、ガラス張りの箱。殺した人間を分解して詰めており、赤は血の色である。Xの目的は、その人物の細胞を余すところなく観察するために作り、用が済んだら置いていく。観察するという目的上、中に繊維や塊が残っていたり、気泡が入っていたり、接着剤で継ぎ目に蓋をする事はXは「減点対象」としている。
広島小1女児殺害事件（2005年）で、被害者の遺体が段ボール箱に詰められていた事や箱を封する際のテープの型から『週刊文春』2005年12月8日号で、「これは“赤い箱”の模倣ではないか」と指摘された。『NNNニュースプラス1』（日本テレビ）でも同様の報道がなされた。このためか、後にXが再登場したとき、Xは「不用意な事を書いたマスコミも“箱”にした」と語り、日本テレビのマスコット『なんだろう』に似た豚が箱に閉じ込められている描写と、元ライブドア社長・堀江貴文を思わせる人物のイメージカットが描かれる。
ヒステリアの犯行予告カード
無差別爆弾魔ヒステリアの犯行現場に必ず落ちている金属製のカード。ヨークシャテリアを模した絵と共に「I AM BOMMER SO I AM CUTE I AM HISTERRIER!!（私は爆弾魔 だから私はカワイイ 私の名前はヒステリア）」と刻まれている。本来、「ボマー（爆弾魔）」のつづりは「BOMBER」だが、これは意図的な誤字であり、爆破の場所を暗示している。
殺人兵器 丸ロボ
望月建雄が（仕事そっちのけで）ハマっている、笑いあり涙ありの大作テレビゲーム。ジャンルは昔ながらの2Dアクション、ハードはPlayStation 2。
電子ドラッグ
視覚的な刺激を与え、脳に直接作用する画像データ。凶暴化した人格を脳内に構築する一種の洗脳プログラム。篚口が命名し、HALも使うようになった。
閲覧者は脳内麻薬の大量分泌により依存症になり、心の奥底に潜む願望・欲求を軸に犯罪を犯す確率が飛躍的に上昇する。春川が実験段階で2人の人間にインターネットを通じて見せていた。HALは秘密裏に大量の人間に見せ、兵隊を大量に作り出した。
洗脳された篚口は、Ver.2を作る。こちらは即効洗脳と身体強化に特化する。
洗脳されるのは、プラスの人間のみ。もとからの犯罪者や予備軍には効果が薄く、シックスなどには全く効かない。
ワクチンプログラムによって事件は終息した。本誌掲載時にはワクチンのファイル名が「UNTI-PROGRAM（ウンチ・プログラム）」になっていたというひどい誤字があり（HAL編クライマックスのシリアスが台無しと化す）、単行本では「ANTI-PROGRAM（アンチ・プログラム）」と修正されている。
スフィンクス
HALを護衛する強力な防衛プログラム。洗脳兵や兵器を管理してハード面で守り、電脳世界に侵入してきた敵からソフト面で守る。複数インストールできるが、スパコンスペックが必要とされるため易々とは増やせず、とりあえず3体用意した。HALはネウロの追跡をかわすため「日本全国のどこかにあるスフィンクス3体とHALを見つけ出して破壊する」という無理ゲーをふっかける。そうして時間を稼ぐうちにHAL本体は原子力空母オズワルドをジャックし、空母のコンピュータに強化版の「ネオスフィンクス」をセットする。
「ピラミッド」
ネオスフィンクスが守護するHALの最強の要塞・安住の地。その正体は原子力空母「オズワルド」（ウィルクス・ブース級原子力空母2番艦「ハーヴェイ・オズワルド」）。某国がHALから日本を守るべく派遣したが、HALは逆に乗っ取った。最新鋭兵装と無尽蔵の原子炉に加え、いざとなれば「自爆して放射能で汚染する」という脅しつき。HALはここで己の目的のために永遠に計算を続けようとする。
オズワルドの名は、ケネディ大統領暗殺事件の容疑者リー・ハーヴェイ・オズワルド、つまりアメリカ海軍が自部隊の艦船に絶対に付けない名前である。さらに、ネームシップの『ウィルクス・ブース』も、リンカーン大統領暗殺事件の犯人ジョン・ウィルクス・ブースが由来である。
トロイ
池谷通がトロイの木馬をモチーフに製作した机。彼の最高傑作である。購入者が不可解な死を遂げる「呪いの机」として恐れられていたが、後にその真犯人が判明した為、その汚名は晴れた。事件解決後、他の家具と共に桂木弥子探偵事務所へ贈られた。その礼か積もった瘴気のせいなのか、この机で勉強するとはかどったり、無くしていた物が引き出しから見つかったりする。弥子達は「机」ではなく「仲間」として扱う。
忠実!!うらぎり君
作中の『週刊少年ジャンプ』で連載している蛯原揚一作の漫画作品。連載初期より度々、そのタイトルと主人公"うらぎり君"のビジュアルは登場していたが、連載3年目にして作者の蛯原が事件に巻き込まれることでその一端が明らかになる。石垣の説明によれば、毎回良い意味で読者を裏切り続け30巻以上続いているが、最近はマンネリ傾向にあるらしい。
新しい血族
「人類の先へ行く人類」。シックスの一族。古代より代々「悪意」が継承され、脳内で定向進化が進んだ結果、強烈な悪意に耐えうる強い脳へと進化した、人間から進化した生物。頂点はシックスとXI。「五本指」という幹部がいるが、地位によるものではなく、役割として特殊な5人。
血族に属する者は、瞬間記憶能力などの超人的な能力を持つ。数千年を経て世界中に散らばっており、めぼしい者をシックスがスカウトする。シックスの要求水準を満たす者は「100人」ほどしかおらず、シックスは他の全人類は滅んでかまわないと言う。
当たり前だが、見た目では人間と区別がつかない。DRもテラも普通の人間にしか見えず、弥子は脅威を知る。だが吾代は、ヴァイジャヤとの戦いを経て、血族自体に疑問を呈する。当の血族たる葛西に至っては「シックスだけ。他は全員シックスに惹かれた人間」と評する。最終的にはシックスの死で壊滅する。
強化細胞
Xの細胞を抽出したもの。新しい血族が自らの身体に移植し、パワーや再生力を得ている。
軍需企業ヘキサクス
世界最大の兵器会社。トップたるゾディア・キューブリック会長こそ、「新しい血族」のシックスである。日本の防衛もヘキサクスの兵器を買っており、裏ではさらにズブズブの闇関係がある。
グリーンX
ヘキサクス傘下の製薬会社。血族の本拠地の1つ。テラやヴァイジャヤの技術力を元に設立され、非合法な人体実験や研究を行なう。ネウロに潰され、警察に押収された。

## 読切版
『魔人探偵脳噛ネウロ』週刊連載作品の試作品的作品。長らく未収録だったが、文庫版に収録された。
赤マル読切版
『赤マルジャンプ』2004年夏号掲載。文庫版11巻収録。2004年3月期ジャンプ十二傑新人漫画賞準入選作品。
ジャンルはホラーミステリー。魔界からやってきた「謎」を食料とする魔人「ネウロ」と、彼と偶然出会ったごく普通の女子高生「桂木弥子」の生活を描く物語。物語は弥子を語り部とし、彼女の視点から描かれる。異常性の性格を持った犯人は、この読み切りの段階から登場しているが、視覚的な狂気性は控えめ。
本誌読切版
『週刊少年ジャンプ』2004年41号掲載。文庫版12巻収録。
赤マル読切版の続編。週刊連載の基盤となる設定は、この話でほとんど登場する。また、「ヤ」と「カ」の区別がつきにくい効果音が初めて登場する。

## 書誌情報

### 単行本
- 松井優征 『魔人探偵脳噛ネウロ』 集英社〈ジャンプ・コミックス〉、全23巻 
  1. 「脳髄の空腹」2005年7月4日発売[3]、ISBN 4-08-873834-9
  2. 「ひとりきりの歌姫」2005年9月2日発売[4]、ISBN 4-08-873854-3
  3. 「鮮明なる"X（アンノウン）"」2005年11月4日発売[5]、ISBN 4-08-873875-6
  4. 「犬に爆弾」2006年1月5日発売[6]、ISBN 4-08-874007-6
  5. 「鎧の兄弟」2006年4月4日発売[7]、ISBN 4-08-874043-2
  6. 「髪とハサミとキリトリ線」2006年6月2日発売[8]、ISBN 4-08-874113-7
  7. 「細胞から愛をこめて」2006年8月4日発売[9]、ISBN 4-08-874143-9
  8. 「造られた放火魔」2006年10月4日発売[10]、ISBN 4-08-874266-4
  9. 「"電人"HAL」2006年12月4日発売[11]、ISBN 4-08-874291-5
  10. 「1と0の狭間」2007年3月2日発売[12]、ISBN 978-4-08-874329-5
  11. 「忘却と再生」2007年5月2日発売[13]、ISBN 978-4-08-874356-1
  12. 「這って動く老人」2007年8月3日発売[14]、ISBN 978-4-08-874404-9
  13. 「怪盗の真価」2007年10月4日発売[15]、ISBN 978-4-08-874426-1
  14. 「『絶対悪』」2007年12月4日発売[16]、ISBN 978-4-08-874447-6
  15. 「闇の隣のインターミッション」2008年2月4日発売[17]、ISBN 978-4-08-874478-0
  16. 「魔人の天敵」2008年4月4日発売[18]、ISBN 978-4-08-874499-5
  17. 「共闘」2008年7月4日発売[19]、ISBN 978-4-08-874527-5
  18. 「根絶やしの少年」2008年10月3日発売[20]、ISBN 978-4-08-874576-3
  19. 「女王様は魔女」2008年12月4日発売[21]、ISBN 978-4-08-874604-3
  20. 「笑み」2009年2月4日発売[22]、ISBN 978-4-08-874631-9
  21. 「出会えて…」2009年5月1日発売[23]、ISBN 978-4-08-874665-4
  22. 「それぞれの決戦」2009年7月3日発売[24]、ISBN 978-4-08-874702-6
  23. 「『謎』」2009年8月4日発売[25]、ISBN 978-4-08-874730-9

### 文庫版
- 松井優征 『魔人探偵脳噛ネウロ』 集英社〈集英社文庫〉、全12巻 
  1. 2013年1月18日発売[26]、ISBN 978-4-08-619406-8
  2. 2013年1月18日発売[27]、ISBN 978-4-08-619407-5
  3. 2013年2月19日発売[28]、ISBN 978-4-08-619408-2
  4. 2013年2月19日発売[29]、ISBN 978-4-08-619409-9
  5. 2013年3月19日発売[30]、ISBN 978-4-08-619410-5
  6. 2013年3月19日発売[31]、ISBN 978-4-08-619411-2
  7. 2013年4月18日発売[32]、ISBN 978-4-08-619412-9
  8. 2013年4月18日発売[33]、ISBN 978-4-08-619413-6
  9. 2013年5月17日発売[34]、ISBN 978-4-08-619414-3
  10. 2013年5月17日発売[35]、ISBN 978-4-08-619415-0
  11. 2013年6月18日発売[36]、ISBN 978-4-08-619416-7
  12. 2013年6月18日発売[37]、ISBN 978-4-08-619417-4

### 電子書籍
単行本全巻、電子書籍化されている。また、デジタル彩色によるフルカラー版が刊行されている。

## テレビアニメ
『週刊少年ジャンプ』2007年33号にてテレビアニメ化を発表。日本テレビで、毎週火曜深夜25時29分から放送。当初は関東ローカルだったが、2008年1月よりほかの放送局でも放送。基本的に1話完結。各話は比較的原作通りだが、全体的な流れはアニメオリジナルシナリオで進行する。最終話では原作者の松井優征も「漫画家」役で出演する。

### スタッフ
| 原作                       | 松井優征 『魔人探偵脳噛ネウロ』                                                                     |
| 監督                       | 神志那弘志                                                                                          |
| マッドハウス話数撮影監督   | 上薗隆浩                                                                                            |
| シリーズ構成               | 鈴木智                                                                                              |
| メインキャラクターデザイン | 高橋美香                                                                                            |
| サブキャラクターデザイン   | スタジオ・ライブ                                                                                    |
| 総作画監督                 | 高橋美香、菊池愛                                                                                    |
| 美術監督                   | 金子英俊                                                                                            |
| 色彩設計                   | 堀川佳典                                                                                            |
| 撮影監督                   | 高橋宏司                                                                                            |
| 編集                       | 寺内聡                                                                                              |
| 音響監督                   | 中嶋聡彦                                                                                            |
| 音楽                       | 長谷川智樹                                                                                          |
| 音楽プロデューサー         | 千石一成、茶ノ前香                                                                                  |
| 企画                       | 奥田誠治、平山博志、鳥島和彦、丸山正雄                                                              |
| プロデューサー             | 中谷敏夫、田村学 三田圭志（アニメーションプロデュサー）                                             |
| アニメーション制作         | マッドハウス                                                                                        |
| 制作協力                   | スタジオ・ライブ                                                                                    |
| 企画協力                   | 集英社「週刊少年ジャンプ」編集部                                                                    |
| 製作著作                   | 魔人探偵脳噛ネウロ製作委員会 （日本テレビ、D.N.ドリームパートナーズ、バップ、集英社、マッドハウス） |

### 各話リスト
| 話数   | サブタイトル         | 脚本            | 絵コンテ          | 演出       | 作画監督          | 日本テレビ 放送日 |
| ------ | -------------------- | --------------- | ----------------- | ---------- | ----------------- | ----------------- |
| 第1話  | 食【しょく】         | 鈴木智          | 神志那弘志        | 伊藤智彦   | 高橋美香          | 2007年 10月2日    |
| 第2話  | 集【コミュニティ】   | 林壮太郎        | 吉田徹            | 中村賢太郎 | 竹内杏子          | 10月9日           |
| 第3話  | 笑【どく】           | 田村竜          | 寺本幸代          | 寺本幸代   | 繁田亨            | 10月16日          |
| 第4話  | 犬【いぬ】           | 鈴木智          | 吉田徹            | 長尾粛     | 井上善勝          | 10月23日          |
| 第5話  | 貸【じむしょ】       | 林壮太郎        | 福田道生          | 米田和博   | 小泉初栄          | 10月30日          |
| 第6話  | 髪【ながいともだち】 | 田村竜          | 芦田豊雄          | 佐々木勝利 | 佐藤天昭          | 11月6日           |
| 第7話  | 箱【はこ】           | 鈴木智          | 伊藤智彦          | 伊藤智彦   | 吉田大輔          | 11月13日          |
| 第8話  | 夢【みらい】         | 都築孝史        | 寺本幸代          | 寺本幸代   | 繁田亨            | 11月20日          |
| 第9話  | 締【しめ】           | 林壮太郎        | 博多正寿          | 中村賢太郎 | 竹内杏子          | 11月27日          |
| 第10話 | 一【ひとりきり】     | 林壮太郎        | 芦沢剛史          | 長尾粛     | 井上善勝          | 12月4日           |
| 第11話 | 光【きゃっこう】     | 鈴木智 宍戸義孝 | 吉田徹            | 米田和博   | 小泉初栄 北尾勝   | 12月11日          |
| 第12話 | 像【ぞう】           | 鈴木智          | 福田道生          | 佐々木勝利 | 若野拓也          | 12月18日          |
| 第13話 | X【サイ】            | 鈴木智          | 伊藤智彦          | 伊藤智彦   | 吉田大輔          | 12月25日          |
| 第14話 | 旅【ゆめきぶん】     | 都築孝史        | 博多正寿          | 大野和寿   | 竹内杏子          | 1月8日            |
| 第15話 | 竜【りゅう】         | 横谷昌宏        | 寺本幸代 鈴木孝義 | 寺本幸代   | 繁田亨            | 1月15日           |
| 第16話 | 春【はる】           | 林壮太郎        | 鶴岡耕次郎        | 長尾粛     | 井上善勝          | 1月22日           |
| 第17話 | 追【チェイス】       | 林壮太郎        | 中山正恵          | 長尾粛     | 櫻井美知代        | 1月29日           |
| 第18話 | 鍵【かぎ】           | 田村竜          | 倉田綾子          | 米田和博   | 小泉初栄          | 2月5日            |
| 第19話 | 2【ふたり】          | 都築孝史        | 伊藤智彦          | 伊藤智彦   | 吉田大輔          | 2月12日           |
| 第20話 | 机【おんな】         | 田村竜          | 中山正恵          | 宅野誠起   | 竹内杏子          | 2月19日           |
| 第21話 | 整【び】             | 鈴木智          | 福田道生          | 長尾粛     | 井上善勝 金子匡邦 | 2月26日           |
| 第22話 | 女【まじょ】         | 鈴木智          | 倉田綾子          | 西瑛子     | 西山忍            | 3月4日            |
| 第23話 | 責【さい】           | 鈴木智          | 寺本幸代          | 寺本幸代   | 繁田亨            | 3月11日           |
| 第24話 | 塞【さい】           | 鈴木智          | 伊藤智彦          | 伊藤智彦   | 吉田大輔          | 3月18日           |
| 第25話 | 最【さい】           | 鈴木智          | 神志那弘志        | 米田和博   | 小泉初栄          | 3月25日           |

### 主題歌
オープニングテーマ「DIRTY」
歌 - ナイトメア
エンディングテーマ「孤独のヒカリ」
歌 - 加賀美セイラ
- 9話、10話、最終話では挿入歌としても使用。

### 放送局
| 放送地域   | 放送局       | 放送期間                                       | 放送日時                              | 放送系列       | 備考              |
| ---------- | ------------ | ---------------------------------------------- | ------------------------------------- | -------------- | ----------------- |
| 関東広域圏 | 日本テレビ   | 2007年10月2日 - 2008年3月25日                  | 火曜 25:29 - 25:59                    | 日本テレビ系列 | 製作委員会参加    |
| 広島県     | 広島テレビ   | 2008年1月8日 - 6月24日                         | 火曜 24:59 - 25:29                    | 日本テレビ系列 |                   |
| 近畿広域圏 | 読売テレビ   | 2008年1月14日 - 2月11日 2008年2月18日 - 7月7日 | 月曜 26:59 - 27:29 月曜 26:29 - 26:59 | 日本テレビ系列 | 「MONDAY PARK」内 |
| 日本全域   | 日テレプラス | 2008年3月6日 - 3月27日 2008年4月3日 - 8月28日  | 木曜 22:00 - 22:30 木曜 23:00 - 23:00 | CS放送         |                   |
| 中京広域圏 | 中京テレビ   | 2008年3月9日 - 9月14日                         | 日曜 26:01 - 26:31                    | 日本テレビ系列 |                   |
| 北海道     | 札幌テレビ   | 2008年3月24日 - 9月8日                         | 月曜 25:34 - 26:04                    | 日本テレビ系列 |                   |

### アニメDVD
全9巻。全て購入すると特典として「全巻が収納できる収納ケース（描き下ろしイラスト）」が全員にプレゼントされた。
1. 2007年12月21日発売（1話 - 3話収録）
2. 2008年1月23日発売（4話 - 6話収録）
3. 2008年2月27日発売（7話 - 9話収録）
4. 2008年3月26日発売（10話 - 12話収録）
5. 2008年4月23日発売（13話 - 15話収録）
6. 2008年5月21日発売（16話 - 18話収録）
7. 2008年6月25日発売（19話 - 21話収録）
8. 2008年7月30日発売（22話 - 23話収録）
9. 2008年8月27日発売（24話 - 25話収録）

### サウンドトラック
魔人探偵脳噛ネウロ オリジナルサウンドトラック
2007年12月21日発売

## ドラマCD
古川耕脚本によるドラマCD。ドラマCD2まで発売された。ドラマCD、ドラマCD2共に独立したオリジナルストーリーで、基本設定は原作と同じだが、ストーリー面で原作との関連性は低い。
『魔人探偵脳噛ネウロ ドラマCD』
ドラマCDの第一作目。原作の未読者に対する配慮からか、プロローグでは序盤の大まかなあらすじが解説されている。物語は原作同様、『謎』を喰う為に常識を超える能力で事件を解決する魔人ネウロの姿と、事件に潜む犯人の狂気が弥子を語り部として語られる。本編終了後には至郎田正影の登場する番外編が収録されている。
『魔人探偵脳噛ネウロ ドラマCD2』
ドラマCDの第二作目。序盤で弥子が誘拐されてしまう為、弥子を助けようとする吾代と事件の黒幕＜V＞の『謎』に目をつけたネウロが事件解決に乗り出す。本編終了後の番外編には至郎田正影とXが登場。

### 声の出演
| 『魔人探偵脳噛ネウロ ドラマCD』 - 脳噛ネウロ - 子安武人 - 桂木弥子 - 植田佳奈 - 笹塚衛士 - 遊佐浩二 - 石垣筍 - 鳥海浩輔 - 吾代忍 - 谷山紀章 - 怪盗X - 斎賀みつき - アイ - 上原さやか - 桂木誠一 - 大西健晴 - 至郎田正影 - 伊藤健太郎 - 天知英生 - 宝亀克寿 - 磯目亜 愛美 - 能登麻美子 - 野々山ミハル - 新野美知 - 空流まゆ - 木下鈴奈 他 | 『魔人探偵脳噛ネウロ ドラマCD2』※上記との重複分は除外。 - アヤ・エイジア - 大原さやか - 井伊朋子 - 津田匠子 - ＜V＞ - 山口勝平 - アカリ - 日笠山亜美 他 |

## 小説『魔人探偵脳噛ネウロ 世界の果てには蝶が舞う』
2007年7月20日発売。著者は東山彰良。原作者・松井優征はイラストで本作品に参加。基本的には、何者かに家族を惨殺された直後の笹塚衛士を中心としたストーリー構成になっているが、現在のネウロや弥子を交えた『謎』も随所に挿入されている。

### あらすじ（小説）
10年前、家族全員をX（と思われる連続殺人犯）に惨殺された笹塚衛士。当時の彼は死んだ妹の見開かれた目が忘れられず、バイクでアメリカから南米へと宛てもなく放浪していた。そんな中、とある町で翅に文字の描かれた蝶を見つけ、憑かれたかのように「蝶の翅に描かれた謎」を追いはじめる。
蝶の翅に文字を描き放していたのは、エマという日系人の少女だった。死んだ人間の名を蝶に刻み、長距離を移動する蝶・アサギマダラに模して飛ばす彼女は、地元でも有数のマフィア『ナツメ・ファミリア』の一人娘だった。そして、笹塚がファミリアの世話になるうち、その中で殺人事件が起こる。

### 刊行情報
東山彰良、松井優征〈ジャンプ・コミックス〉、2007年7月20日発売、全1巻 ISBN 978-4-08-703183-6

## ゲーム
魔人探偵脳噛ネウロ ネウロと弥子の美食三昧 推理つき グルメ&ミステリー
ニンテンドーDS版。2008年6月12日にマーベラスエンターテイメントより発売。
予約特典として『ドS炸裂! サディスティックボイスCD〜愛すべき脇役たち編〜』が付属。『ネウロに言われたいドSなセリフ』というネット企画により声優の子安武人に発言してもらいたい台詞が募集され、優秀作がこのCDに収録される。
魔人探偵脳噛ネウロ バトルだヨ! 犯人集合!
PlayStation 2版。2008年8月28日にコンパイルハートより発売。『オリジナル掛け替えラバーストラップ』が付属。限定版のみ予約特典として『オリジナル掛け替えラバーストラップ』のXバージョンが付属。
ファミ通クロスレビューでは4、4、4、4の16点。レビュアーはオリジナル要素もあるが全体的に原作ストーリーを端折り過ぎていて奇抜な犯罪など文章のみで語られる場面が多く文章量や選択肢もあまりなく描写不足、グラフィックの使い回しが目立ちBGMも作り込みが甘い、声がついているのも主人公たちと怪盗Xの一部に限られ、原作の良さが伝わって来ず原作を知らないとわからないことも多く原作ファンもガッカリする7140円という値段ではボリューム不足な一昔前のようなキャラクターゲームだが、ミニゲームは馬鹿っぽくて豊富で楽しいとした。

## モバイル
アニメ「魔人探偵脳噛ネウロ」のケータイサイトでは待ち受け・デコメ・着信音以外に作中に登場した「電子ドラッグ」動画やflashゲームといったコンテンツが会員用に配信。flashゲームは3種だが（組〈くみかえ〉・逃〈よける〉・飯〈おおぐい〉）、別枠としてパズルのミニゲームが利用できる。

## 関連商品
関連商品の内容は主要キャラクターだけに留まらず、ドーピングコンソメスープ・バリ8Tシャツなどといった小道具にも及んでいる（詳細は用語を参照）。また、作品のテーマともいえる『食』にちなんでか、第一回キャラ人気投票では「『謎』専用」とプリントされた特製茶碗が抽選でプレゼントされた。なお、第二回キャラ人気投票では作者のサインが入った描き下ろしポスターがプレゼントされている。
- 魔人探偵脳噛ネウロ Tシャツ X（サイ）
- 魔人探偵脳噛ネウロ Tシャツ ネウロ
- 魔人探偵脳噛ネウロ Tシャツ ドーピングコンソメ
- 魔人探偵脳噛ネウロ バリ8Tシャツ 150
- 魔人探偵脳噛ネウロ バリ8Tシャツ M
- 魔人探偵脳噛ネウロ 皿
- 魔人探偵脳噛ネウロ クロス
- 魔人探偵脳噛ネウロ 2008コミックカレンダー ISBN 978-4-08-908069-6
  - 過去に雑誌で掲載されたカラーイラストを加工したものを主としたカレンダー。イラストのうち3枚は松井優征による描き下ろしが使用されている。